# Séquençage Ion Torrent

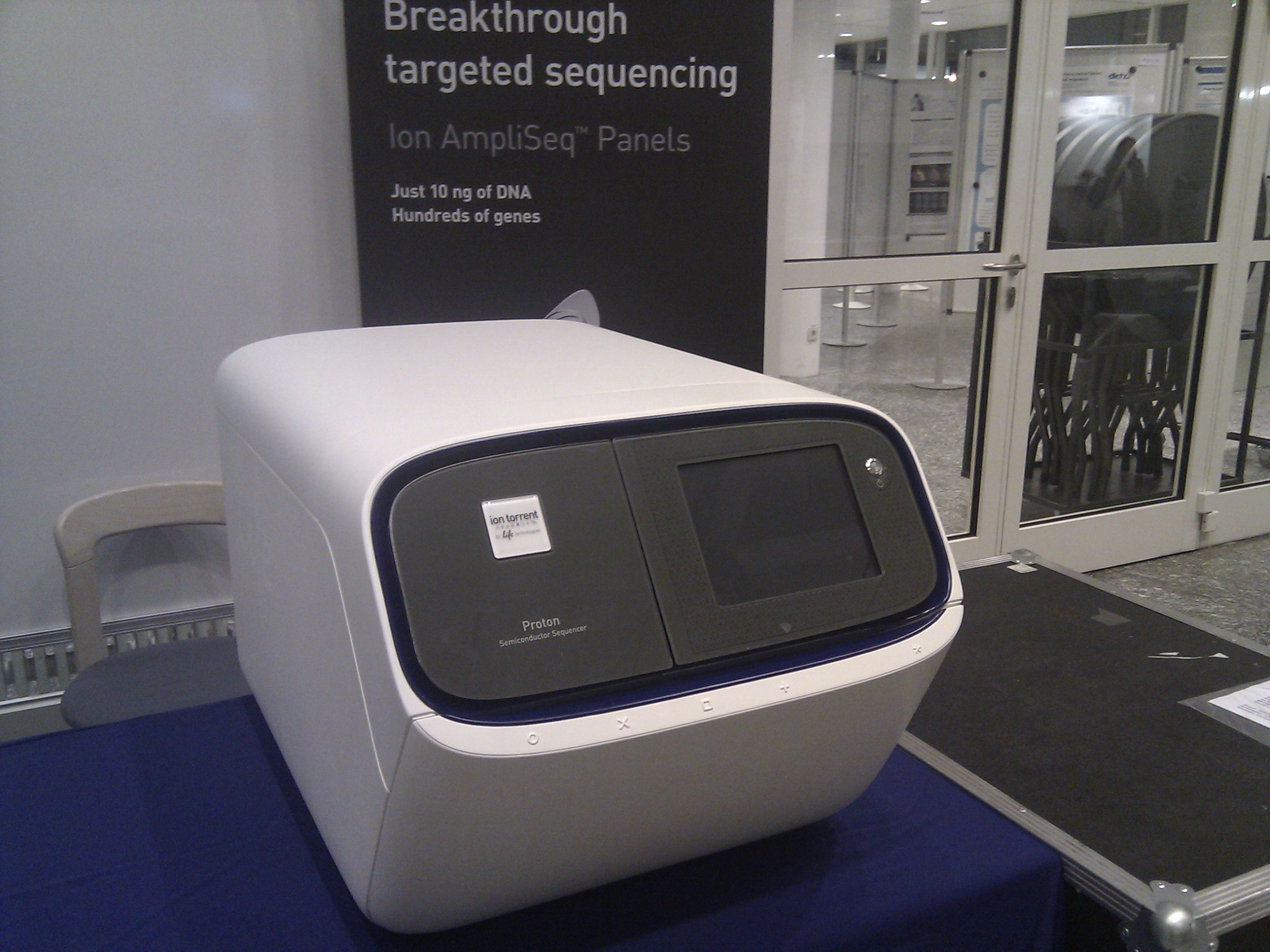
Séquenceur Ion Torrent

Le séquençage Ion Torrent est une méthode de séquençage de l'ADN basée sur la détection d'ions hydrogène libérés durant la polymérisation de l'ADN. C'est une méthode de séquençage par synthèse durant laquelle un brin complémentaire est créé à partir d'un brin matrice.
Le brin matrice est plongé dans une solution avec un désoxyribonucléotide triphosphate (dNTP). Si celui-ci est complémentaire du nucléotide du brin matrice, il est incorporé à la séquence et il y a libération d'un ion hydrogène. Cela déclenche un capteur d'ion ISFT qui détecte la variation de pH engendrée par la libération de l'ion dans la solution. S'il y a répétition de plusieurs nucléotides identiques à la suite dans la séquence (homopolymère), plusieurs dNTP sont incorporés dans le même cycle et le capteur délivre un signal proportionnel au nombre d'ions libérés.